# Zlib
Zlib är ett programvarubibliotek som används för datakomprimering och är skrivet av Jean-Loup Gailly och Mark Adler. 
Zlib är en viktig komponent i många plattformar inklusive Microsoft Windows, Linux, Mac OS och IOS. Det har också använts i spelkonsoler som Playstation 3, Wii och Xbox 360.
Den första offentliga versionen av zlib, 0.9, släpptes den 1 maj 1995 och var ursprungligen avsedd för användning med bildbiblioteket PNG. 
Zlib är fri programvara och distribueras under Zlib-licensen.